# Pompeia Helena
Pompeia Helena war eine römische Goldschmiedin, die in der römischen Kaiserzeit in Rom tätig war.
Sie ist nur durch ihre Grabinschrift in Rom bekannt, in der sie als Goldschmiedin ausgewiesen wird. Die Inschrift lautet:
Pompeia Cn(aei) l(iberta) Helena
aur(i)ficis Caesaris
Es wird vermutet, dass es sich um eine Freigelassene aus der Gens der Pompeianer handelte, die für den Kaiser Augustus arbeitete.